# أثلون
أثلون (بالإنجليزية: Athlone) مدينة في وست ميث بجمهورية أيرلندا تقع على نهر شانون على بعد 12 أكم غربي دبلن، يبلغ عدد سكانها 8.768 نسمة. وللمدينة بقايا حائط يعود تاريخه إلى القرن السادس عشر، وهو من بقايا دير فرانسيسكاني يعود تاريخه إلى القرن الثالث عشر الميلادي .
وتقوم في أثلون صناعات النسيج والصوف. وهي سوق مركزية لإنتاج المزارع التي حولها، وقد أقيمت بالقرب من أثلون سنة 1339 م محطة إرسال إذاعية.

## أعلام
- بيتر مولوي
- الان شيهان
- جيمس كويل
- ماري أورورك
- ميخائيل جوزيف كيرلي
- ستيفان مولينو